# Torbjörn Jonsson
Torbjörn Jonsson (Ljusne, 6 maggio 1936 – Norrköping, 16 ottobre 2018) è stato un calciatore svedese.

## Carriera
Dal 1961 al 1967 giocò per diversi club italiani. Nella precedente parte della sua carriera, svoltasi in Svezia, si aggiudicò il Guldbollen, premio riservato al miglior calciatore dell'anno, nel 1960. Fu anche membro della Nazionale svedese, con la quale debuttò nel novembre del 1955, non venendo però convocato per i Campionati mondiali che il suo Paese organizzò in casa.

## Palmarès

### Club

#### Competizioni nazionali
- Campionato svedese: 3

IFK Norrköping: 1956, 1957, 1960
- Coppa di Svezia: 1

IFK Norrköping: 1969